# Unvereinbarkeitsgesetz (Österreich)
Das Bundesgesetz über Unvereinbarkeiten für oberste Organe und sonstige öffentliche Funktionäre (Unvereinbarkeitsgesetz 1983) regelt in Österreich die Vereinbarkeit hoher politischer Ämter und Beruf, insbesondere das Verbot für Träger eines Regierungsamtes, während dieser Amtstätigkeit einen Beruf mit Erwerbsabsicht auszuüben. Es konkretisiert damit das allgemeine Prinzip der Gewaltentrennung im demokratischen Rechtsstaat.

## Geltungsbereich
Das Unvereinbarkeitsgesetz (§ 1 UnvereinbG) bezieht sich auf
- Bundespräsident
- Bundesminister
- Staatssekretär
- Mitglieder der Landesregierung

außerdem auf
- Bürgermeister und die Mitglieder des Stadtsenates in den Städten mit eigenem Statut
- Mitglieder des Nationalrates, des Bundesrates und der Landtage

Die Erwähnung des Bundespräsidenten ist genaugenommen überflüssig, da diesem schon im B-VG selbst eine weitere Berufsausübung verboten wird: „Der Bundespräsident darf während seiner Amtstätigkeit keinem allgemeinen Vertretungskörper angehören und keinen anderen Beruf ausüben“ (Art. 61).

## Bestimmungen für Regierungsmitglieder
Das Verbot, während der Amtstätigkeit einen Beruf mit Erwerbsabsicht auszuüben, regelt § 2(1) UnvereinbG.
Regierungsmitglieder müssen ihre Berufstätigkeiten dem Unvereinbarkeitsausschuss des Nationalrates melden.
- Dieser kann die Berufsausübung bei Gewährleistung einer objektiven Amtsführung genehmigen.
- Wird keine Genehmigung erteilt, ist die Berufstätigkeit binnen 3 Monate einzustellen.
- Die Verwaltung des eigenen Vermögens sowie die Ausübung von Funktionen in einer politischen Partei, in einer gesetzlichen Interessenvertretung oder freiwilligen Berufsvereinigung, in die die Person gewählt wurde, gelten nicht als Ausübung eines Berufes (§ 2/4 UnvereinbG).
- Besitzt eine betroffene Person (inkl. Ehepartner) mehr als 25 % eines Unternehmens, darf dieses Unternehmen weder mittelbar noch unmittelbar öffentliche Aufträge der jeweiligen Gebietskörperschaft erhalten (§ 3/1 UnvereinbG)

Offenlegung der Vermögensverhältnisse gegenüber dem Präsidenten des Rechnungshofes (§ 3a UnvereinbG):
- Liegenschaften unter genauer Bezeichnung der Einlagezahl und der Katastralgemeinde;
- Kapitalvermögen
- Unternehmen und Anteilsrechte an Unternehmen unter Bezeichnung der Firma
- die Verbindlichkeiten

Betroffene Personen dürfen keine leitende Stellung in einer Aktiengesellschaft oder einer Gesellschaft mit beschränkter Haftung einnehmen, z. B. als Mitglied eines Aufsichtsrates (§ 4 UnvereinbG, Ausnahmen: § 5).

## Bestimmungen für Abgeordnete
Mitglieder der Legislative müssen Dienstverhältnisse zu einer Gebietskörperschaft dem Präsidenten des Vertretungskörpers melden. Dieser entscheidet über die Zulässigkeit der weiteren Ausübung.
Richtern, Staatsanwälten, Wachebeamten und Bediensteten im Finanzdienst ist im Allgemeinen die Ausübung dieses Dienstes während der Dauer ihres Mandates oder Amtes untersagt.

## Sanktionen
Bei Missachtung der Entscheidung des Unvereinbarkeitsausschusses kann dieser beim Verfassungsgerichtshof einen Antrag auf Amtsenthebung oder Verlust des Mandats stellen.